# Miss Maud Silver
Miss Maud Silver est l'enquêtrice de fiction des romans policiers de Patricia Wentworth. 

## Biographie fictive
Vieille fille d'âge mur, quoique indéterminé, Miss Silver exerce longtemps le métier de préceptrice d'enfants dans la haute société anglaise, avant de se lancer tardivement dans la profession de détective privé. De sa première carrière, nettement moins lucrative, elle conserve néanmoins « de nombreux contacts qui sont souvent à l'origine, soit directement, soit par ouï-dire, de sa clientèle aux abois ».
Tout autant que ses premiers lecteurs, Miss Silver déconcerte ses clients par son apparence réservée à mille lieues de l'idée qu'on se fait couramment d'un détective privé. Mais elle sait gagner leur confiance et susciter des confidences quand elle les reçoit dans le bureau de son petit appartement londonien au décor désuet, mais paisible et rassurant par son côté très victorien. Il s'agit d'une petite femme, vêtue de robes démodées, mais inusables, à l'allure assez faible, mais au regard perçant, dont les cheveux grisonnants sont remontés en un sévère chignon. Elle consigne d'une écriture irréprochable chaque détail de ses enquêtes dans un cahier d'écolier de bonne facture, sorti d'un de ses tiroirs.
Esquissée dans les premiers romans, le personnage de Miss Silver devient plus étoffé ultérieurement. « Sa psychologie [...] s'enrichit, ne serait-ce que des quelques habitudes et manies immuables qui la caractériseront définitivement ».
Elle apparaît pour la première fois dans Le Masque gris (Grey Mask, 1928), un « roman hybride d'aventures et de détection », où elle tire une jeune femme des griffes d'une association secrète de malfaiteurs et d'assassins. Ce n'est pas l'unique fois qu'elle vient en aide à une femme en détresse et il flotte souvent sur les enquêtes de Miss Silver le doux parfum d'une intrigue sentimentale. Elle favorise donc l'union des cœurs purs, alors qu'elle se borne, pour elle-même, à terminer l'un de ses innombrables tricots commencés pendant ses investigations. 
Patricia Wentworth attend près de dix ans avant de faire réapparaître son héroïne dans L'affaire est close (The Case is Closed, 1937). Miss Silver devient toutefois son enquêtrice exclusive à partir de 1943, bien que, à l'occasion, elle reçoive un coup de main dans son travail professionnel de la part de Frank Abbott, un jeune inspecteur de Scotland Yard pour qui elle a une indéniable affection. Les deux personnages multiplient les dialogues mi-figue, mi-raisin qui font le charme de la série.
À noter que la Miss Marple d'Agatha Christie bien qu'elle apparaît une année avant Miss Silver, Patricia Wentworth, pourtant, la « considère alors comme un strict plagiat de sa propre création ».  Miss Marple est en effet apparue pour la première fois en 1927 dans Le Club du mardi soir, une nouvelle rassemblée dans le recueil Les Treize Problèmes. Elle a été publiée pour la première fois dans le numéro de décembre 1927 du Royal Magazine.

## SérieMiss Maud Silver
- Grey Mask (1928) Publié en français sous le titre L'Homme au masque gris, Paris, Éditions Firmin-Didot, 1934 Publié en français dans une nouvelle traduction sous le titre Le Masque gris, Paris, 10/18, Grands Détectives no 2597, 1995
- The Case is Closed (1937) Publié en français sous le titre L'affaire est close, Paris, 10/18, Grands Détectives no 3378, 2002
- The Lonesome Road (1939) Publié en français sous le titre Le Chemin de la falaise, Paris, Édimail, coll. Nuit no 12, 1986 ; réédition, Paris, 10/18, Grands Détectives no 2450,  1994 ; réédition, Versailles, Feryane, 1995
- Danger Point [GB] ou In the Balance [USA] (1941) Publié en français sous le titre Le Rocher de la Tête-Noire, Paris, Édimail, coll. Nuit no 15, 1986 ; réédition, Paris, 10/18, Grands Détectives no 2534, 1994
- The Chinese Shawl (1943) Publié en français sous le titre Le Châle chinois, Paris, Édimail, coll. Nuit no 13, 1986 ; réédition dans une traduction révisée, Paris, 10/18, Grands Détectives no 2494, 1994
- Miss Silver Intervenes [GB] ou Miss Silvers Deals in Death [USA] (1943) Publié en français sous le titre Miss Silver intervient, Paris, 10/18, Grands Détectives no 2362, 1993
- The Clock Strikes Twelve (1944) Publié en français sous le titre L'horloge sonne minuit (The Clock Strikes Twelve), Paris, Éditions S.E.P.E., coll. Labyrinthe, 1946 Publié en français dans une nouvelle traduction sous le titre Au douzième coup de minuit, Paris, Édimail, coll. Nuit no 17, 1986 ; réédition, Paris, 10/18, Grands Détectives no 2519, 1994
- The Key (1944) Publié en français sous le titre Le Mystère de la clef, Paris, Édimail, coll. Nuit no 19, 1986 Publié en français dans une nouvelle traduction sous le titre Le Mystère de la clef, Paris, 10/18, Grands Détectives no 2709, 1996
- The Traveller Returns [GB] ou She Came Back [USA] (1945) Publié en français sous le titre Un troublant retour, Paris, 10/18, Grands Détectives no 3431, 2002
- Pilgrim's Rest ou Dark Threat (1946) Publié en français sous le titre Dernière Demeure, Paris, 10/18, Grands Détectives no 3511, 2003
- Latter End (1947) Publié en français sous le titre Le Marc maudit, Paris, 10/18, Grands Détectives no 2918, 1998
- Spotlight [GB] ou Wicked Uncle [USA] (1947) Publié en français sous le titre Pleins Feux, Paris, Seghers, 1979 ; réédition, Paris, 10/18, Grands Détectives no 2406, 1993
- The Eternity Ring (1948) Publié en français sous le titre Le Hallier du pendu, Paris, Librairie des Champs-Élysées, Le Masque no 675, 1960 ; réédition, Paris, Librairie des Champs-Élysées, coll. Club des Masques no 79, 1969 Publié en français dans une nouvelle traduction sous le titre Un anneau pour l'éternité, Paris, 10/18, Grands Détectives, no 2575, 1995
- The Case of William Smith (1948) Publié en français sous le titre L'Affaire William Smith, Paris, 10/18, Grands Détectives no 2770, 1996
- Miss Silver Comes to Stay (1949) Publié en français sous le titre Miss Silver entre en scène, Paris, Seghers, 1979 ; réédition, 10/18, Grands Détectives no 2308, 1992
- The Catherine Wheel (1949) Publié en français sous le titre La Roue de Sainte-Catherine, Paris, Seghers, 1979 ; réédition, Paris, 10/18, Grands Détectives no 2437, 1993
- Through the Wall (1950) Publié en français sous le titre À travers le mur, Paris, 10/18, Grands Détectives no 2624, 1995
- The Brading Collection ou Mr. Brading's Collection (1950) Publié en français sous le titre La Collection Brading, Paris, 10/18, Grands Détectives no 3229, 2000
- The Ivory Dagger (1951) Publié en français sous le titre La Dague d'ivoire, Paris, 10/18, Grands Détectives no 2826, 1997
- Anna, Where Are You? ou Death at Deep End (1951) Publié en français sous le titre Anna, où es-tu ?, Paris, 10/18, Grands Détectives no 3184, 2000
- The Watersplash (1951) Publié en français sous le titre Comme l'eau qui dort, Paris, 10/18, Grands Détectives no 2792, 1996
- Ladies' Bane (1952) Publié en français sous le titre Le Manoir des dames, Paris, 10/18, Grands Détectives no 2859, 1997
- Out of the Past (1953) Publié en français sous le titre Le Manoir sur la falaise, Paris, Seghers, 1980 ; repris sous le titre L'Empreinte du passé, Paris, 10/18, Grands Détectives no 2473, 1994
- Vanishing Point (1953) Publié en français sous le titre Point de non-retour, Paris, Seghers, 1979 ; repris sous le titre Le Point de non-retour, Paris, 10/18, Grands Détectives no 2363, 1993
- The Benevent Treasure (1953) Publié en français sous le titre Le Trésor des Benevent, Paris, 10/18, Grands Détectives no 2754, 1996
- The Silent Pool (1954) Publié en français sous le titre La Mort au fond du jardin, Paris, 10/18, Grands Détectives no 3286, 2001
- The Listening Eye (1955) Publié en français sous le titre Les Lèvres qui voient, Paris, Seghers, 1980 ; réédition, Paris, 10/18, coll. Les Grands Détectives no 2407, 1993
- Poison in the Pen (1955) Publié en français sous le titre La Plume du corbeau, Paris, Seghers, 1980 ; réédition, Paris, 10/18, Grands Détectives no 2307, 1992
- The Gazebo ou The Summerhouse (1956) Publié en français sous le titre Le Belvédère, Paris, 10/18, Grands Détectives no 2878, 1997
- The Fingerprint (1956) Publié en français sous le titre La Trace dans l'ombre, Paris, 10/18, Grands Détectives no 2970, 1998
- The Alington Inheritance (1958) Publié en français sous le titre L'Héritage d'Alington, Paris, 10/18, Grands Détectives no 2684, 1995
- The Girl in the Cellar (1961) Publié en français sous le titre Meurtre en sous-sol, Paris, 10/18, Grands Détectives no 2654, 1995

## Sources bibliographiques
- Claude Mesplède (dir.), Dictionnaire des littératures policières, vol. 2 : J - Z, Nantes, Joseph K, coll. « Temps noir », 2007, 1086 p. (ISBN 978-2-910-68645-1, OCLC 315873361), p. 773-775.